# Champ Car sezona 2006
Champ Car sezona 2006 je bila tretja sezona serije Champ Car, ki je potekala med 9. aprilom in 12. novembrom 2006.

## Dirkači in moštva
| Moštvo                       | Konstruktor        | Šasija | Motor                       | Gume | Št   | Dirkač                                                        |
| ---------------------------- | ------------------ | ------ | --------------------------- | ---- | ---- | ------------------------------------------------------------- |
| Newman/Haas Racing           | Ford Cosworth/Lola | ---    | Ford Cosworth2.65 L TurboV8 | B    | 1    | Sébastien Bourdais                                            |
| Newman/Haas Racing           | Ford Cosworth/Lola | ---    | Ford Cosworth2.65 L TurboV8 | B    | 2    | Bruno Junqueira                                               |
| Forsythe Championship Racing | Ford Cosworth/Lola | ---    | Ford Cosworth2.65 L TurboV8 | B    | 3    | Paul Tracy David Martínez                                     |
| Forsythe Championship Racing | Ford Cosworth/Lola | ---    | Ford Cosworth2.65 L TurboV8 | B    | 7    | Mario Dominguez A. J. Allmendinger Buddy Rice                 |
| RuSPORT                      | Ford Cosworth/Lola | ---    | Ford Cosworth2.65 L TurboV8 | B    | 9    | Justin Wilson                                                 |
| RuSPORT                      | Ford Cosworth/Lola | ---    | Ford Cosworth2.65 L TurboV8 | B    | 10   | A. J. Allmendinger Cristiano da Matta Ryan Briscoe            |
| PKV Racing                   | Ford Cosworth/Lola | ---    | Ford Cosworth2.65 L TurboV8 | B    | 6    | Oriol Servia                                                  |
| PKV Racing                   | Ford Cosworth/Lola | ---    | Ford Cosworth2.65 L TurboV8 | B    | 12   | Jimmy Vasser                                                  |
| PKV Racing                   | Ford Cosworth/Lola | ---    | Ford Cosworth2.65 L TurboV8 | B    | 20   | Katherine Legge                                               |
| Team Australia               | Ford Cosworth/Lola | ---    | Ford Cosworth2.65 L TurboV8 | B    | 5    | Will Power                                                    |
| Team Australia               | Ford Cosworth/Lola | ---    | Ford Cosworth2.65 L TurboV8 | B    | 15   | Alex Tagliani                                                 |
| Rocketsports Racing          | Ford Cosworth/Lola | ---    | Ford Cosworth2.65 L TurboV8 | B    | 8/18 | Antônio Pizzonia                                              |
| Rocketsports Racing          | Ford Cosworth/Lola | ---    | Ford Cosworth2.65 L TurboV8 | B    | 8    | Nicky Pastorelli Mario Dominguez                              |
| Rocketsports Racing          | Ford Cosworth/Lola | ---    | Ford Cosworth2.65 L TurboV8 | B    | 18   | Tonis Kasemets                                                |
| CTE-HVM Racing               | Ford Cosworth/Lola | ---    | Ford Cosworth2.65 L TurboV8 | B    | 4    | Nelson Philippe                                               |
| CTE-HVM Racing               | Ford Cosworth/Lola | ---    | Ford Cosworth2.65 L TurboV8 | B    | 14   | Dan Clarke                                                    |
| Dale Coyne Racing            | Ford Cosworth/Lola | ---    | Ford Cosworth2.65 L TurboV8 | B    | 11   | Jan Heylen                                                    |
| Dale Coyne Racing            | Ford Cosworth/Lola | ---    | Ford Cosworth2.65 L TurboV8 | B    | 19   | Cristiano da Matta Mario Dominguez Juan Caceres Andreas Wirth |
| Mi-Jack Conquest Racing      | Ford Cosworth/Lola | ---    | Ford Cosworth2.65 L TurboV8 | B    | 27   | Andrew Ranger                                                 |
| Mi-Jack Conquest Racing      | Ford Cosworth/Lola | ---    | Ford Cosworth2.65 L TurboV8 | B    | 34   | Charles Zwolsman                                              |

## Rezultati

### Velike nagrade
| Št | Ime                                      | Pole poz.          | Najh. krog         | Zmagovalec         | Zmag. moštvo       | Poročilo |
| -- | ---------------------------------------- | ------------------ | ------------------ | ------------------ | ------------------ | -------- |
| 1  | Toyota Grand Prix of Long Beach          | Sébastien Bourdais | Sébastien Bourdais | Sébastien Bourdais | Newman/Haas Racing | Poročilo |
| 2  | Grand Prix of Houston                    | Mario Dominguez    | Sébastien Bourdais | Sébastien Bourdais | Newman/Haas Racing | Poročilo |
| 3  | Tecate/Telmex Grand Prix of Monterrey    | Sébastien Bourdais | Sébastien Bourdais | Sébastien Bourdais | Newman/Haas Racing | Poročilo |
| 4  | Time Warner Cable Road Runner 225        | Sébastien Bourdais | Sébastien Bourdais | Sébastien Bourdais | Newman/Haas Racing | Poročilo |
| 5  | G.I Joes Champcar Grand Prix of Portland | Bruno Junqueira    | Will Power         | A. J. Allmendinger | Forsythe Racing    | Poročilo |
| 6  | 25th Anniversary Grand Prix of Cleveland | A. J. Allmendinger | Nelson Philippe    | A. J. Allmendinger | Forsythe Racing    | Poročilo |
| 7  | Molson Champ Car Grand Prix of Toronto   | Justin Wilson      | Alex Tagliani      | A. J. Allmendinger | Forsythe Racing    | Poročilo |
| 8  | West Edmonton Mall Grand Prix            | Sébastien Bourdais | Justin Wilson      | Justin Wilson      | RuSPORT            | Poročilo |
| 9  | Canary Foundation Grand Prix of San Jose | Sébastien Bourdais | Sébastien Bourdais | Sébastien Bourdais | Newman/Haas Racing | Poročilo |
| 10 | Bridgestone Grand Prix of Denver         | Sébastien Bourdais | Sébastien Bourdais | A. J. Allmendinger | Forsythe Racing    | Poročilo |
| 11 | Grand Prix de Montreal                   | Sébastien Bourdais | Sébastien Bourdais | Sébastien Bourdais | Newman/Haas Racing | Poročilo |
| 12 | Champcar Grand Prix of Road America      | Dan Clarke         | Sébastien Bourdais | A. J. Allmendinger | Forsythe Racing    | Poročilo |
| 13 | Lexmark Indy 300                         | Will Power         | Paul Tracy         | Nelson Philippe    | CTE-HVM Racing     | Poročilo |
| 14 | Gran Premio de México                    | Justin Wilson      | Sébastien Bourdais | Sébastien Bourdais | Newman/Haas Racing | Poročilo |

### Dirkači
| Poz | Dirkač       | LB  | HOU | MOT | MIL  | POR | CLE | TOR | EDM | SAN | DEN | MON | ROA | SUR | MEX | Toč |
| --- | ------------ | --- | --- | --- | ---- | --- | --- | --- | --- | --- | --- | --- | --- | --- | --- | --- |
| 1   | Bourdais     | 1   | 1   | 1   | 1    | 3   | Ret | 3   | 2   | 1   | 7   | 1   | 3   | 8   | 1   | 387 |
| 2   | Wilson       | 2   | 5   | 2   | 2    | 2   | Ret | 4   | 1   | 3   | 8   | Ret | 5   | INJ | 2   | 298 |
| 3   | Allmendinger | Ret | 8   | 3   | 4    | 1   | 1   | 1   | 3   | 7   | 1   | Ret | 1   | Ret |     | 285 |
| 4   | Philippe     | Ret | 4   | Ret | 3    | 8   | 10  | Ret | Ret | 4   | 5   | 3   | 14  | 1   | 7   | 231 |
| 5   | Junqueira    | Ret | 10  | 10  | Ret  | 4   | 2   | 8   | Ret | Ret | 2   | 12  | 2   | 6   | 4   | 219 |
| 6   | Power        | 9   | 7   | 11  | Ret  | 18  | 9   | 7   | 6   | 6   | 4   | 5   | 13  | 12  | 3   | 213 |
| 7   | Tracy        | Ret | 2   | 4   | Ret  | 7   | Ret | 2   | 5   | Ret | 6   | 2   | 10  | 4   | INJ | 208 |
| 8   | Tagliani     | 3   | Ret | 5   | DNS  | 11  | 4   | 6   | Ret | Ret | Ret | 7   | 11  | 3   | 5   | 205 |
| 9   | Dominguez    | 4   | 3   | 6   | Ret1 | 14  | 6   | 11  | 8   | 5   | Ret | 10  | 12  | 2   | Ret | 201 |
| 10  | Ranger       | 6   | 6   | 7   | 7    | 9   | 11  | 10  | 7   | Ret | Ret | Ret | 9   | 5   | 8   | 200 |
| 11  | Servia       | Ret | Ret | 8   | 5    | 10  | 3   | Ret | 4   | 8   | Ret | Ret | 4   | Ret | 6   | 196 |
| 12  | Clarke       | 11  | Ret | 13  | 8    | 6   | 7   | Ret | 9   | Ret | 3   | 4   | 6   | Ret | Ret | 175 |
| 13  | Zwolsman     | Ret | Ret | 12  | 9    | 12  | 15  | 9   | 10  | 9   | 10  | 8   | 7   | 7   | 11  | 161 |
| 14  | Heylen       | 7   | 13  | 16  | Ret  | 15  | 5   | Ret | Ret | 11  | 11  | 9   | 9   | Ret | 13  | 140 |
| 15  | da Matta     | 5   | 9   | 9   | Ret  | 5   | 14  | 5   | Ret | 2   | INJ | INJ | INJ | INJ | INJ | 134 |
| 16  | Legge        | 8   | 14  | 14  | 6    | 13  | 8   | Ret | Ret | 12  | 9   | 13  | Ret | Ret | 16  | 133 |
| 17  | Pastorelli   |     | Ret | 15  | 10   | 17  | Ret |     | Ret | 10  | Ret | 6   |     |     |     | 73  |
| 18  | Pizzonia     | 10  |     |     |      |     |     |     |     |     |     | 11  |     | 10  | 12  | 43  |
| 19  | Kasemets     |     |     |     |      | 16  | 12  | Ret | 11  |     |     |     | Ret |     |     | 34  |
| 20  | Wirth        |     |     |     |      |     |     |     |     |     |     |     |     | 9   | 15  | 19  |
| 21  | Briscoe      |     |     |     |      |     |     |     |     |     |     |     |     | 11  | 14  | 17  |
| 22  | Martinez     |     |     |     |      |     |     |     |     |     |     |     |     |     | 9   | 13  |
| 23  | Rice         |     |     |     |      |     |     |     |     |     |     |     |     |     | 10  | 11  |
| 24  | Vasser       | Ret |     |     |      |     |     |     |     |     |     |     |     |     |     | 7   |
| 25  | Caceres      |     |     |     |      |     |     |     |     |     |     |     | 15  |     |     | 6   |
| Poz | Dirkač       | LB  | HOU | MOT | MIL  | POR | CLE | TOR | EDM | SAN | DEN | MON | ROA | SUR | MEX | Toč |

| Barva        | Rezultat                                         |
| ------------ | ------------------------------------------------ |
| Zlata        | Zmagovalec                                       |
| Srebrna      | Drugouvrščeni                                    |
| Bronasta     | Tretjeuvrščeni                                   |
| Zelena       | Uvrščen v točkah                                 |
| Modra        | Uvrščen izven točk                               |
| Vijolična    | Ni uvrščen (Ret)                                 |
| Rdeča        | Ni kvalificiran (DNQ) Ni predkvalificiran (DNPQ) |
| Črna         | Diskvalificiran (DSQ)                            |
| Bela         | Ni startal (DNS)                                 |
| Svetlo modra | Le treniral (PO)                                 |
| Svetlo modra | Petkov testni dirkač (TD)                        |
| Prazna       | Ni treniral (DNP)                                |
| Prazna       | Poškodovan (Inj)                                 |
| Prazna       | Izločen (EX)                                     |
| Prazna       | Ni prišel (DNA)                                  |
| Prazna       | Ni dirkal                                        |

### Pokal narodov
| Poz | Država              | LB  | HOU | MOT | MIL  | POR | CLE | TOR | EDM | SAN | DEN | MON | ROA | SUR | MEX | Toč |
| --- | ------------------- | --- | --- | --- | ---- | --- | --- | --- | --- | --- | --- | --- | --- | --- | --- | --- |
| 1   | Francija            | 1   | 1   | 1   | 1    | 3   | 10  | 3   | 2   | 1   | 5   | 1   | 3   | 1   | 1   | 397 |
| 2   | Združeno kraljestvo | 2   | 5   | 2   | 2    | 2   | 7   | 4   | 1   | 3   | 3   | 4   | 5   | Ret | 2   | 331 |
| 3   | ZDA                 | Ret | 8   | 3   | 4    | 1   | 1   | 1   | 3   | 7   | 1   | Ret | 1   | Ret | 10  | 292 |
| 3   | Kanada              | 3   | 2   | 4   | 7    | 7   | 4   | 2   | 5   | Ret | 6   | 3   | 9   | 3   | 5   | 292 |
| 5   | Brazilija           | 5   | 9   | 9   | Ret  | 4   | 2   | 5   | Ret | 2   | 2   | 11  | 2   | 6   | 4   | 266 |
| 6   | Avstralija          | 9   | 7   | 11  | Ret  | 18  | 9   | 7   | 6   | 6   | 4   | 5   | 13  | 11  | 3   | 209 |
| 7   | Mehika              | 4   | 3   | 6   | Ret1 | 14  | 6   | 11  | 8   | 6   | Ret | 10  | 12  | 2   | 9   | 209 |
| 8   | Španija             | Ret | Ret | 8   | 5    | 10  | 3   | Ret | 4   | 8   | Ret | Ret | 4   | Ret | 6   | 192 |
| 9   | Nizozemska]         | Ret | Ret | 12  | 9    | 12  | 15  | 9   | 10  | 9   | 10  | 6   | 7   | 7   | 11  | 163 |
| 10  | Belgija             | 7   | 13  | 16  | Ret  | 15  | 5   | Ret | Ret | 11  | 11  | 9   | 9   | Ret | 13  | 137 |
| 11  | Estonija            |     |     |     |      | 16  | 12  | Ret | 11  |     |     |     | Ret |     |     | 34  |
| 12  | Nemčija             |     |     |     |      |     |     |     |     |     |     |     |     | 9   | 15  | 19  |
| 12  | Urugvaj             |     |     |     |      |     |     |     |     |     |     |     | 15  |     |     | 6   |
| Poz | Država              | LB  | HOU | MOT | MIL  | POR | CLE | TOR | EDM | SAN | DEN | MON | ROA | SUR | MEX | Toč |